# Mediterranean Theater of Operations
The Mediterranean Theater of Operations (MTO) (operationsområdet vid Medelhavet) kallades ursprungligen North African Theater of Operations (NATO) (nordafrikanska operationsområdet) och syftar på strider mellan de allierade och axelmakterna i Nordafrika och Italien under andra världskriget. I förkortningarna NATOUSA och ETOUSA står USA för United States Army.